# عين القط كيسارازو
"Kisarazu Cat's Eye" (木更津キャッツアイ Kisarazu Kyattsu Ai) هو مسلسل تلفزيوني كوميدي ياباني وسلسلة أفلام. حتى الآن، تم إنتاج فيلمين من "Kisarazu Cat's Eye": "Kisarazu Cat's Eye Nihon Series" عام 2003 و"Kisarazu Cat's Eye World Series" عام 2006.

## ملخص
تدور القصة حول شاب يبلغ من العمر 21 عامًا يدعى كوهي ( أوكادا جونيتشي ) في كيسارازو ، وهي مدينة في تشيبا، اليابان . تم تشخيص إصابته بالسرطان ، ولم يتبق له سوى 6 أشهر للعيش، ولكن بدلاً من الشعور بالاكتئاب، قرر أن يفعل شيئًا ما في الوقت المتبقي له.
يركز العرض بشكل أساسي على كوهي وأصدقائه المقربين: لقد نشأوا في نفس فريق البيسبول بالمدرسة الثانوية. كوهي، المعروف باسم بوسان بين أصدقائه المقربين، يشكل مجموعة "عين القط كيسارازو" والتي تتكون أيضًا من بامبي ( ساكوراي شو )، ماستر (ريوتا ساتو)، آني ( تسوكاموتو تاكاشي )، وأوتشي (أوكادا يوشينوري). يعتمد موضوع المجموعة على مانجا (كوميكس ياباني ) تسمى عين القطة أو キャッツ アイ. أما الأصدقاء، فيلعبون البيسبول خلال النهار بينما يمارسون المشاغبات في الليل. في بعض الأحيان يقومون بحل أزمات الحياة، ولكن في الغالب يقومون بحل مشاكل أصغر وأكثر فكاهة.

## فريق العمل
- بوسان (كوهي تابوتشي) - جونيتشي أوكادا
- بامبي (فوتوشي ناكاكومي) - شو ساكوراي
- أوتشي (أوشياما) - يوشينوري أوكادا
- السيد (شينغو أوكاباياشي) - ريوتا ساتو
- آني (كيزاشي ساساكي) - تاكاشي تسوكاموتو
- موكو - واكانا ساكاي
- كاورو نيكوتا - ساداو آبي
- ياماغوتشي سينباي - توموميتسو ياماغوتشي
- ميري أسادا - هيروكو ياكوشيمارو
- صاحب المقهى - دايسوكي شيما
- ساساكي جون (شقيق آني) - هيروكي ناريميا
- روز (الجيل الثاني من وردة كيسارازو) - إيكو موريشيتا
- أوجي / أوزو يوجيرو وشينتارو - أراتا فوروتا
- كوسوكي تابوتشي (والد بوسان) - فوميو كوهيناتا
- سيتسوكو (زوجة السيد) - ميهوكو سونوتشي
- ميكو (فتاة أوتشي) - كامي هيريكاوا
- إيتشيكو - يوميكو نوسونو
- تاكيدا (ضابط شرطة) - هيروكي ميياكي
- نائب المدير - ياسوهيتو هيدا
- كيشيدان (氣志團) يلعبون نسخة خيالية من أنفسهم في الحلقة 7
- يو ( ممثلة) - أساري ميزوكي

## روابط خارجية
- الموقع الرسمي نسخة محفوظة 2011-07-04 على موقع واي باك مشين. </link> (باللغة اليابانية)
- Kisarazu Cat's Eye (Movie)
- Kisarazu Cat's Eye (TV Series)